# وستپورت (داکوتای جنوبی)
وستپورت(به انگلیسی: Westport) شهرکی در ایالت داکوتای جنوبی کشور ایالات متحده آمریکا است که جمعیت آن در سرشماری سال ۲۰۱۰ میلادی، ۱۳۳ نفر بوده‌است.